# Arthur Stanley (5e baron Stanley d'Alderley)
Pour les articles homonymes, voir Arthur Stanley.
Arthur Lyulph Stanley (14 septembre 1875-22 août 1931) est un noble anglais et le gouverneur du Victoria de 1914 à 1920. 

## Biographie
Stanley est le deuxième enfant et premier fils d'Edward Stanley et de Mary Katherine Bell.

## Carrière politique
Stanley fait ses études au Collège d'Eton et au Balliol College de l'Université d'Oxford, où il obtient un baccalauréat ès arts en 1898. En 1902, il est admis au barreau de l'Inner Temple. En 1904, il devient conseiller du comté de Londres et en 1906, député libéral d'Eddisbury dans le Cheshire, près du siège de la famille. Alors qu'il est député, il est secrétaire parlementaire du ministre des Postes Sydney Buxton. Sa sœur, Venetia Stanley (en), est une correspondante proche du premier ministre et chef du parti libéral, Herbert Henry Asquith. 
Au début de sa carrière, Arthur Stanley appartient à un petit groupe de jeunes députés conservateurs, formé vers la mi-juin 1901 et dirigé par Hugh Cecil, qui se baptise lui-même les Hughligans, jeu de mots qui réunit le prénom de leur leader et le terme hooligan, « voyou ». En font également partie le jeune Winston Churchill, lord Percy, Ian Malcolm,, Ernest Beckett et Jack Seely.
En 1913, il est haut shérif d'Anglesey lorsqu'il est nommé Gouverneur du Victoria. Il est fait Chevalier Commandeur de l'Ordre de Saint-Michel et de Saint-Georges et prend ses fonctions le 23 février 1914. Il sert pour un mandat de cinq ans et un an supplémentaire jusqu'à ce qu'il quitte son poste le 30 janvier 1920, bien qu'il soit revenu en Grande-Bretagne l'année précédente en raison de problèmes de santé. Aux élections générales de 1923, il se présente sans succès en tant que candidat libéral pour Knutsford, perdant par 80 voix contre le conservateur, Sir Ernest Makins. De 1925 à 1928, il est président du Royal Colonial Institute et du East Africa Joint Committee. 
En 1925, il succède à son père aux trois baronnies et est connu sous le titre de baron Stanley. Il meurt en août 1931 d'une infection bactérienne, l'actinomycose. Il est remplacé par son fils Edward. 
En sa qualité d'ancien gouverneur de Victoria, il assiste aux adieux à Covent Garden de la soprano australienne Nellie Melba, et prononce un discours la remerciant pour son art et son travail de guerre. HMV a enregistré plusieurs extraits de la soirée, y compris le discours de Lord Stanley, qui peuvent tous être entendus sur CD aujourd'hui ,. 
Le 29 août 1905, il épouse Margaret Evelyn Evans Gordon. Ils ont cinq enfants: 
- Mary Katherine Adelaide Stanley (30 mai 1906 - 1981)
- Edward John Stanley (9 octobre 1907 - 3 mars 1971), le 6e baron
- Pamela Stanley (en) (6 septembre 1909 - 30 juin 1991), actrice [7]
- Lyulph Henry Victor Owen Stanley (22 octobre 1915-23 juin 1971), le 7e baron
- Victoria Venetia Stanley, l'actrice "Tordie" Woods (29 juin 1917 - 2007) [8]